# San Nicolás partido
San Nicolás egy partido Argentína középpontjától keletre, Buenos Aires tartományban. Székhelye San Nicolás de los Arroyos.

## Népesség
A partido népessége a közelmúltban a következőképpen változott:
| Év   | Lakosság |
| ---- | -------- |
| 2001 | 136 695  |
| 2010 | 145 857  |